# Каргопольское городское поселение
Каргопольское городское поселе́ние или муниципа́льное образова́ние «Каргопольское» — упразднённое в 2020 году муниципальное образование со статусом городского поселения в Каргопольском муниципальном районе Архангельской области.
Соответствует административно-территориальной единице в Каргопольском районе — город районного значения Каргополь.
Административный центр находился в городе Каргополь.

## География
Каргопольское городское поселение находилось в центре Каргопольского района Архангельской области, к северу от озера Лача. Граничит с Павловским сельским поселением.

## История
Муниципальное образование было образовано в 2004 году. 

## Население
| 2010    | 2011    | 2012    | 2013    | 2014    | 2015    | 2016    |
| ------- | ------- | ------- | ------- | ------- | ------- | ------- |
| 10 221  | ↘10 131 | ↗10 146 | ↘10 111 | ↘10 061 | ↘10 053 | ↗10 059 |
| 2017    | 2018    | 2019    | 2020    |         |         |         |
| ↗10 063 | ↗10 069 | ↘10 044 | ↘9957   |         |         |         |

## Состав поселения
В состав поселения входят:
- Зажигино
- Каргополь

### Карты
- [web.archive.org/web/20060707071745/mapp37.narod.ru/map1/index089.html Топографическая карта P-37-89,90. Каргополь]